# Tunué
Tunué est une maison d'édition de bande dessinée italienne fondée en 2004 à Latina par Massimiliano Clemente, Emanuele Di Giorgi et Concetta Pianura.
Elle publie tous types de bandes dessinées, dont depuis 2015 la série jeunesse à succès Monster Allergy, lancée en 2003 par Disney Italie.